# BBC Studios
BBC Studios (рус. Би-Би-Си Студиос) — британская телекомпания и дочерняя компания BBC.
BBC Studios создает, разрабатывает, производит, распространяет, транслирует, финансирует и продает контент по всему миру, возвращая BBC Group около 200 млн. фунтов стерлингов ежегодно в виде дивидендов и инвестиций в контент.

## Деятельность
Производственное подразделение BBC Studios было сформировано в 2016 году и запущено как коммерческое предприятие в 2017 году, что и позволило ему производить программы для других вещательных компаний и предоставлять услуги для получения прибыли, которая возвращается BBC в дополнение к доходам от лицензионных сборов.
Слияние BBC Studios и BBC Worldwide в 2018 году поставило компанию в один ряд с другими крупными многонациональными студийными конгломератами.
BBC Studios была самым заказанным создателем нового контента в Великобритании в 2019 году, получив 77 новых заказов от BBC и сторонних организаций. В 2019/2020 она получил 73 награды и 202 номинации.